# Plaza Primera Junta
La plaza Primera Junta es una plazoleta en el barrio de Caballito, Buenos Aires, Argentina. Funciona como nodo de combinación entre la estación homónima del subterráneo, varias líneas de colectivo y la estación Caballito de la Línea Sarmiento, y es además una zona comercial de tanta importancia, que toda la zona aledaña es conocida como Primera Junta.

## Características
La plazoleta es un espacio lineal y angosto, que marca la apertura de la calle Rosario desde la avenida Rivadavia, una de las más importantes de Buenos Aires.

## Historia
A fines del siglo XIX se la conocía como Paseo Rivadavia, pero la Municipalidad le impuso el nombre de plaza Primera Junta, inaugurándola el 25 de mayo de 1908. Con la cercanía del Centenario de la Revolución de Mayo, se llevó adelante un plan para emplazar estatuas de los miembros de la Primera Junta de Gobierno en diversas plazas de Buenos Aires.
En el caso de la plaza Primera Junta, se eligió la de Miguel de Azcuénaga, uno de los vocales de la junta gobernante de 1810, y la inauguración se realizó el 31 de diciembre de 1910. Cuatro años más tarde, se inauguraba la estación Primera Junta, terminal de la línea de tranvía subterráneo de la Compañía Anglo-Argentina (hoy línea A), lo cual motivó el movimiento de la estatua desde su lugar original en la esquina de la calle Rojas, hacia el oeste. Además, la compañía de tranvías construyó una rampa que conecta el túnel con la superficie, llevando a los trenes hacia un taller y cochera y permitiéndole en esa época la continuación del servicio del subterráneo hasta la avenida Lacarra, por superficie.
El 10 de noviembre de 1969 se inauguró un mástil con dos altorrelieves: La Porteña (por la primera locomotora del Ferrocarril del Oeste que llegó a Caballito en 1857) y La Pulpería (por la pulpería, con la veleta de metal representando a un caballo que dio nombre al barrio, obras del escultor Luis Perlotti; y una escultura de la veleta, comenzada por Perlotti y finalizada por Juan Carlos Ferraro. Esta escultura fue trasladada en 2009 a la plaza del Caballito y finalmente devuelta a su lugar de origen en 2016.

En 1976, se instaló la feria de libros que todavía funciona, en los puestos colocados por la Municipalidad en 1984 de forma permanente. En 2006 fue completamente renovada en cuanto a baldosas, luminarias, asientos, etc.

## Galería

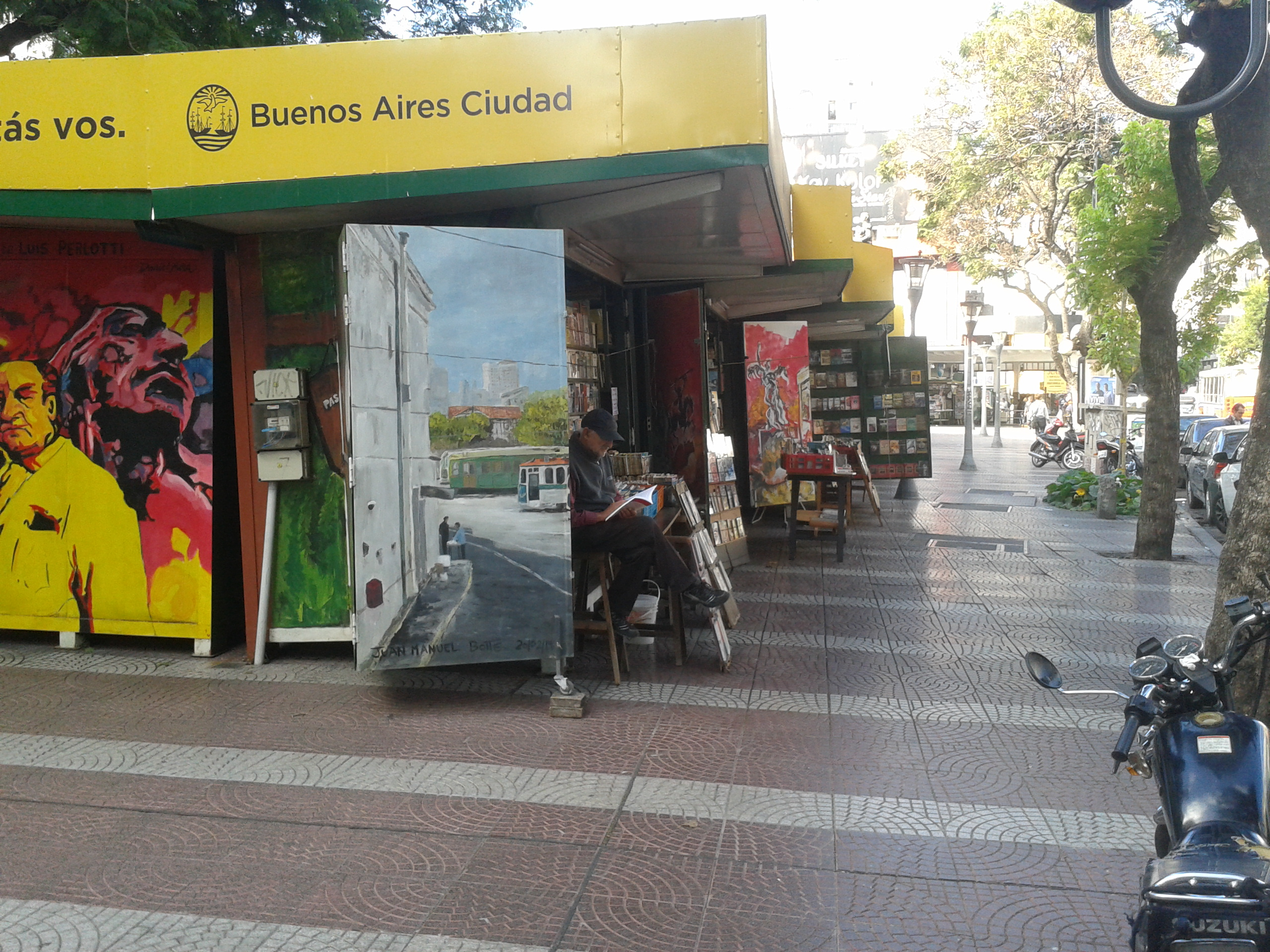
Puestos de libros
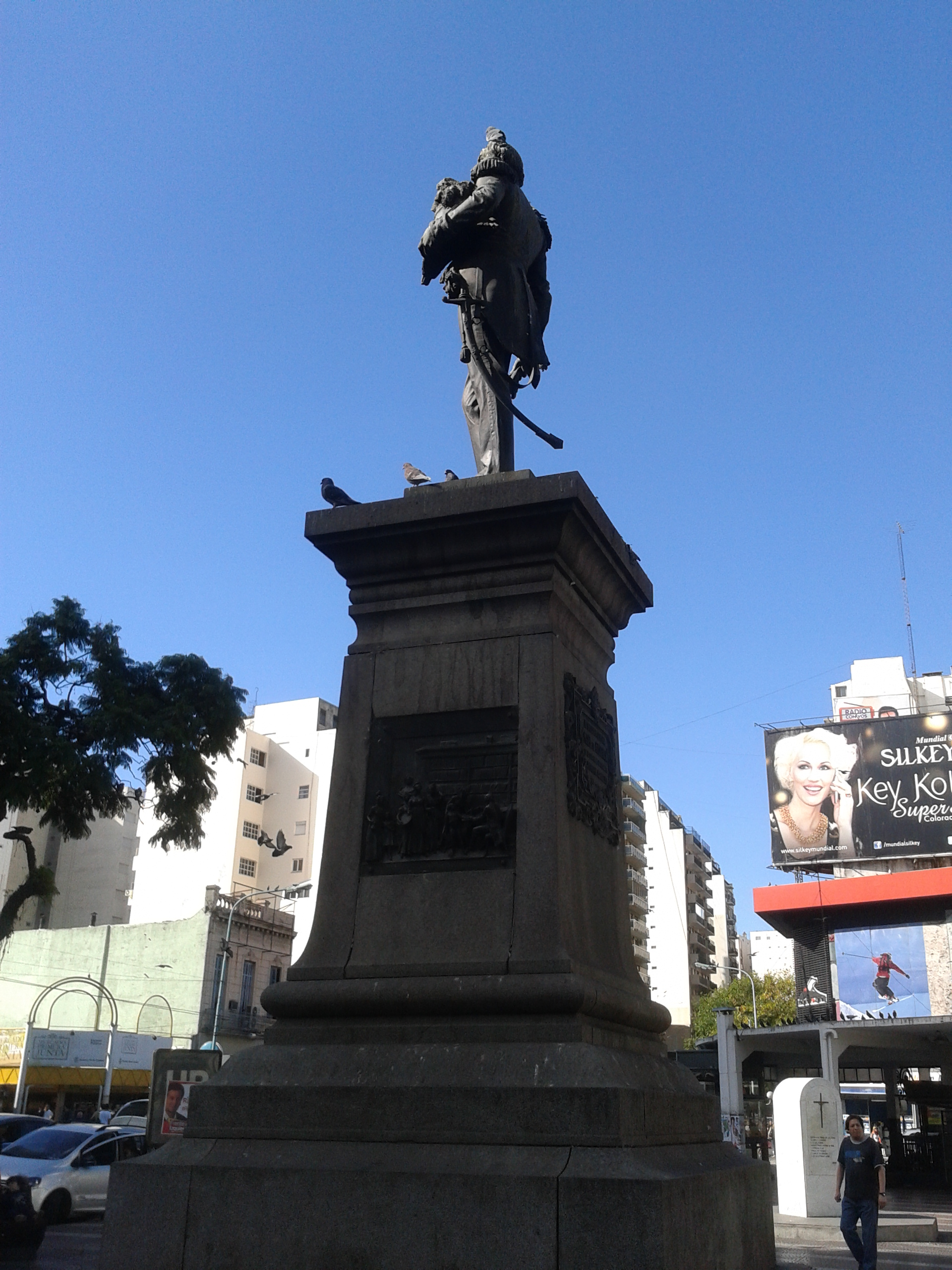
Monumento a Azcuénaga
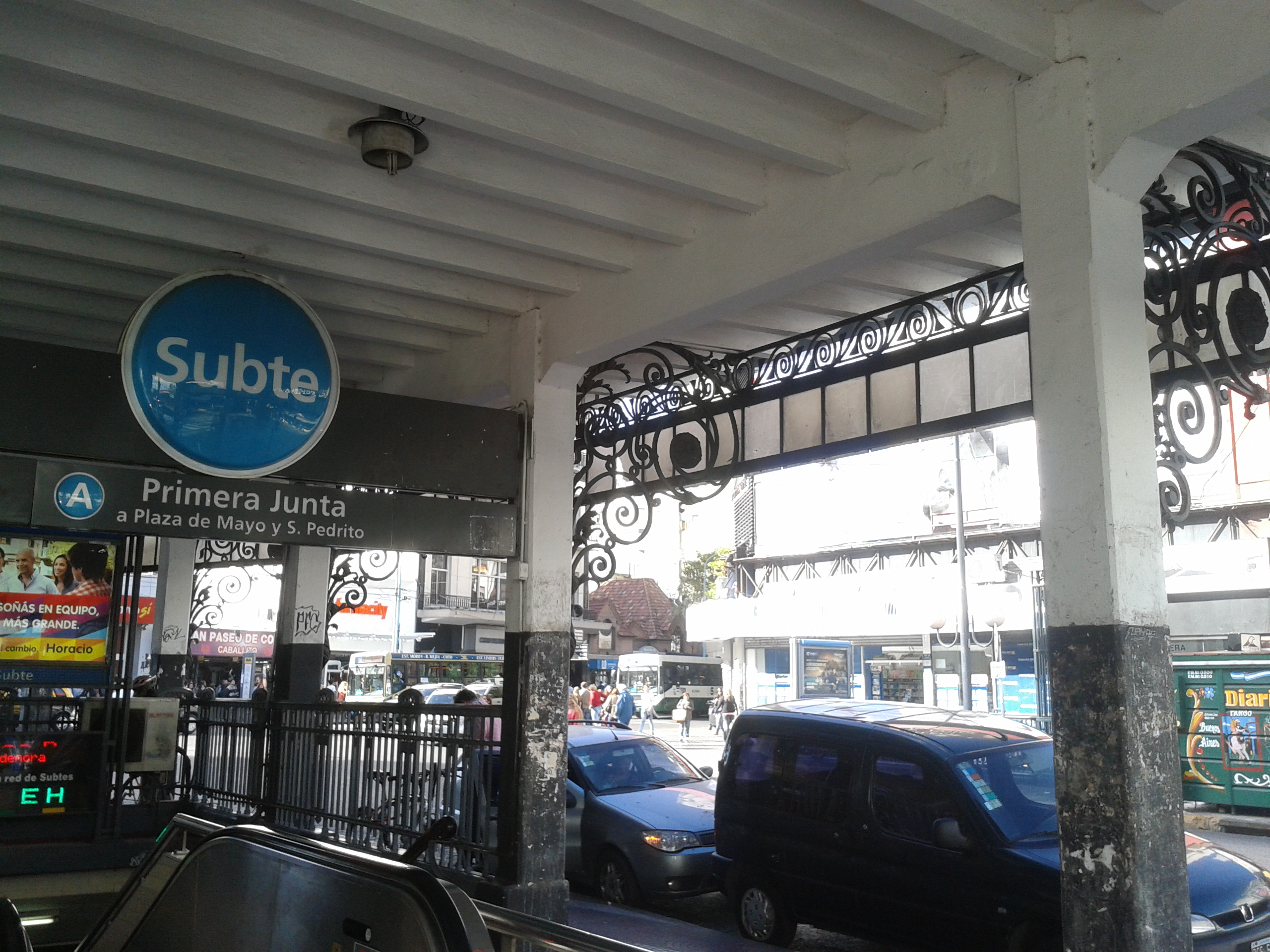
Entrada al subte